# Oscar-díj a legjobb vizuális effektusoknak
Az 1929-ben kísérleti jelleggel alapított Oscar-díj-kategóriát később rendszeresítették (1939-ben). Többszöri átnevezés után ma Legjobb vizuális effektusok címen kerül a díj átadásra.

## Speciális effektusok
1929
- Szárnyak – Roy Pomeroy
  - A dzsesszénekes – Nugent Slaughter
  - The Private Life of Helen of Troy – Ralph Hammeras

1938
- Spawn of the North – Gordon Jennings, asszisztens: Jan Domela, Dev Jennings, Irmin Roberts és Art Smith; transzparencia Farciot Edouart, asszisztens: Loyal Griggs (A speciális hangeffektusokért)

## Legjobb effektusok
1939
- Árvíz Indiában (The Rains Came) – E. H. Hansen
  - Elfújta a szél (Gone With the Wind) – Jack Cosgrove
  - Csak az angyaloknak van szárnyuk (Only Angels Have Wings) – Roy Davidson
  - Erzsébet és Essex magánélete (The Private Lives of Elizabeth and Essex) – Byron Haskin
  - Topper Takes a Trip – Roy Seawright
  - Acélkaraván (Union Pacific) – Farciot Edouart
  - Óz, a csodák csodája (The Wizard of Oz) – A. Arnold Gillespie

1940
- A bagdadi tolvaj (The Thief of Bagdad) – Lawrence Butler
  - A kék madár (The Blue Bird) – Fred Sersen
  - Olajváros (Boom Town) – A. Arnold Gillespie
  - The Boys from Syracuse – John P. Fulton
  - Dr. Cyclops – Farciot Edouart és Gordon Jennings
  - Boszorkánykonyha (Foreign Correspondent) – Paul Eagler
  - A láthatatlan ember visszatér (The Invisible Man Returns) – John P. Fulton
  - Hosszú út hazáig (The Long Voyage Home) – R.T. Layton és Ray Binger
  - One Million B.C. – Roy Seawright
  - A Manderley-ház asszonya (Rebecca) – Jack Cosgrove
  - Hét tenger ördöge (The Sea Hawk) – Byron Haskin
  - Robinson család (Swiss Family Robinson) – Vernon L. Walker
  - Typhoon – Farciot Edouart és Gordon Jennings
  - Women in War – Howard Lydecker, William Bradford és Ellis J. Thackery

1941
- I Wanted Wings – Farciot Edouart és Gordon Jennings
  - Aloma of the South Seas – Farciot Edouart és Gordon Jennings
  - Repülési utasítás (Flight Command) – A. Arnold Gillespie
  - A láthatatlan asszony (The Invisible Woman) – John P. Fulton
  - Tengeri farkas (The Sea Wolf) – Byron Haskin
  - Lady Hamilton (That Hamilton Woman) – Lawrence Butler
  - Botrány a túlvilágon (Topper Returns) – Roy Seawright
  - A Yank in the R.A.F. – Fred Sersen

1942
- Arat a vihar (Reap the Wild Wind) – Farciot Edouart, Gordon Jennings és William L. Pereira
  - A fekete hattyú (The Black Swan) – Fred Sersen
  - Desperate Journey – Byron Haskin
  - Flying Tigers – Howard Lydecker
  - Invisible Agent – John P. Fulton
  - A dzsungel könyve (Rudyard Kipling’s Jungle Book) – Lawrence Butler
  - Mrs. Miniver – A. Arnold Gillespie és Warren Newcombe
  - A flotta győz (The Navy Comes Through) – Vernon L. Walker
  - One of Our Aircraft is Missing – Ronald Neame
  - A Yankee-k dicsősége (The Pride of the Yankees) – Jack Cosgrove és Ray Binger

1943
- Crash Dive – Fred Sersen
  - A légierő (Air Force) – Hans Koenekamp és Rex Wimpy
  - Bombardier – Vernon L. Walker
  - The North Star – Clarence Slifer és Ray Binger
  - Angyalok a tűzvonalban (So Proudly We Hail!) – Farciot Edouart és Gordon Jennings
  - Állj cselekvésre készen! (Stand by for Action) – A. Arnold Gillespie és Donald Jahraus

1944
- 30 másodperc Tokió fölött (Thirty Seconds Over Tokyo) – A. Arnold Gillespie, Donald Jahraus és Warren Newcombe
  - The Adventures of Mark Twain – Paul Detlefson és John Crouse
  - A dicsőség napjai (Days of Glory) – Vernon L. Walker
  - Secret Command – David Allen, Ray Cory és Robert Wright
  - Mióta távol vagy (Since You Went Away) – Jack Cosgrove
  - The Story of Dr. Wassell – Farciot Edouart és Gordon Jennings
  - Wilson – Fred Sersen

1945
- Csuda pasi – John P. Fulton
  - Captain Eddie – Fred Sersen és Sol Halprin
  - Elbűvölve (Spellbound) – Jack Cosgrove
  - They Were Expendable[* 1] – A. Arnold Gillespie, Donald Jahraus és R.A. MacDonald
  - A Thousand and One Nights – L.W. Butler

1946
- Vidám kísértet (Blithe Spirit) – Thomas Howard
  - A Stolen Life – William C. McGann

1947
- Green Dolphin Street – A. Arnold Gillespie és Warren Newcombe
  - Unconquered – Farciot Edouart, Devereux Jennings és Gordon Jennings

1948
- Portrait of Jennie – Paul Eagler, J. McMillan Johnson, Russell Shearman és Clarence Slifer
  - Deep Waters – Ralph Hammeras, Fred Sersen és Edward Snyder

1949
- Mighty Joe Young – Nem volt név szerinti jelölés
  - Tulsa – Nem volt név szerinti jelölés

1950
- Destination Moon[* 2] – Nem volt név megjelölve
  - Samson and Delilah – Nem volt név megjelölve

1951
- When Worlds Collide – Nem volt név szerinti jelölés[* 3]

1952
- Plymouth Adventure – Nem volt név szerinti jelölés

1953
- Világok háborúja (The War of the Worlds) – Nem volt név szerinti jelölés

1954
- Némó kapitány (20000 Leagues Under the Sea) – Nem volt név szerinti jelölés
  - Hell and High Water – Nem volt név szerinti jelölés
  - Them! – Nem volt név szerinti jelölés

1955
- The Bridges at Toko–Ri – Nem volt név szerinti jelölés
  - The Dam Busters – Nem volt név szerinti jelölés
  - The Rains of Ranchipur – Nem volt név szerinti jelölés

1956
- Tízparancsolat (The Ten Commandments) – John P. Fulton
  - Forbidden Planet – A. Arnold Gillespie, Irving Ries és Wesley C. Miller

1957
- The Enemy Below – Hangeffektus: Walter Rossi
  - A St. Louis-i lélek (The Spirit of St. Louis) – Vizuális effektus: Louis Lichtenfield

1958
- Hüvelyk Matyi (Tom Thumb) – Vizuális effektus: Tom Howard
  - Torpedo Run – Vizuális effektus: A. Arnold Gillespie

1959
- Ben-Hur – A. Arnold Gillespie és Robert MacDonald
  - Journey to the Center of the Earth – L.B. Abbott és James B. Gordon

1960
- Az időgép (The Time Machine) – Gene Warren és Tim Baar
  - The Last Voyage – A.J. Lohman

1961
- Navarone ágyúi (The Guns of Navarone) – Bill Warrington
  - A szórakozott professzor (The Absent-Minded Professor) – Robert A. Mattey és Eustace Lycett

1962
- A leghosszabb nap (The Longest Day) – Robert MacDonald
  - Lázadás a Bountyn (Mutiny on the Bounty) – A. Arnold Gillespie

## Legjobb effektusok (képi)
1963
- Kleopátra – Emile Kosa, Jr.
  - Madarak – Ub Iwerks

1964
- Mary Poppins – Peter Ellenshaw, Eustace Lycett és Hamilton Luske
  - 7 Faces of Dr. Lao – Jim Danforth

1965
- Tűzgolyó – John Stears
  - The Greatest Story Ever Told – J. McMillan Johnson

1966
- Fantasztikus utazás – Art Cruickshank
  - Hawaii – Linwood G. Dunn

1967
- Doctor Dolittle – L.B. Abbott
  - Tobruk – Howard A. Johnson, Jr. és Albert Whitlock

1968
- 2001: Űrodüsszeia – Stanley Kubrick
  - Ice Station Zebra – Hal Millar és J. McMillan Johnson

1969
- Marooned – Robbie Robertson
  - Krakatoa, East of Java – Eugène Lourié és Alex Weldon

1970
- Tora! Tora! Tora!  – A.D. Flowers és L.B. Abbott
  - Patton – Alex Weldon

1971
- Ágygömb és seprűnyél – Alan Maley, Eustace Lycett és Danny Lee
  - When Dinosaurs Ruled the Earth – Jim Danforth és Roger Dicken

## Speciális teljesitmény díj
1972
- L. B. Abbott, A. D. Flowers – A Poszeidon katasztrófa

1973
- Nem adták ki

1974
- Frank Brendel, Glen Robinson – Földrengés

1975
- Peter Berkos (hang effektus) – Albert Whitlock, Glen Robinson (Vizuális effektus) – Hindenburg

1976
- Carlo Rambaldi, Glen Robinson, Frank Van der Veer – King Kong
  - L. B. Abbott, Glen Robinson, Matthew Yuricich – Logan futása

1977
- Ben Burtt – Star Wars – (robot építés és robot hangért)
- Frank E. Warner – Harmadik típusú találkozások – (hang effektus)

1978
- Les Bowie, Colin Chilvers, Denys Coop, Roy Field, Derek Meddings, Zoran Perisic - Superman - (vizuális effektus)

1979
- Alan Splet – The Black Stallion – (hang effektus)

1980
- Brian Johnson, Richard Edlund, Dennis Muren, Bruce Nicholson – Star Wars: A Birodalom visszavág – (vizuális effektus)

1981
- Ben Burtt, Richard L. Anderson – Az elveszett frigyláda fosztogatói – (hang effektus)

1983
- Richard Edlund, Dennis Muren, Ken Ralston, Phil Tippett – Star Wars: A Jedi visszatér – (vizuális effektus)

1984
- Kay Rose – A folyó – (hang effektus)

1987
- Stephen Flick, John Pospisil – Robotzsaru - (hang effektus)

1988
- Richard Williams – Roger nyúl a pácban – (animációs technikáért)

1990
- Eric Brevig, Rob Bottin, Tim McGovern, Alex Funke – Total Recall – Az emlékmás – (vizuális effektus)

1995
- John Lasseter – Toy Story – (első compjuter animációs játékfilmért)

## Legjobb képi effektusok
1977
- Star Wars – John Stears, John Dykstra, Richard Edlund, Grant McCune és Robert Blalack
  - Harmadik típusú találkozások – Roy Arbogast, Douglas Trumbull, Matthew Yuricich, Gregory Jein és Richard Yuricich

1978
- Superman - Les Bowie, Colin Chilvers, Denys Coop, Roy Field, Derek Meddings és Zoran Perisic

1979
- A nyolcadik utas: a Halál – H. R. Giger, Carlo Rambaldi, Brian Johnson, Nick Allder és Denys Ayling
  - The Black Hole – Peter Ellenshaw, Art Cruickshank, Eustace Lycett, Danny Lee, Harrison Ellenshaw és Joe Hale
  - Holdkelte – Derek Meddings, Paul Wilson és John Evans
  - Meztelenek és bolondok – William A. Fraker, A.D. Flowers és Gregory Jein
  - Star Trek: Csillagösvény – Douglas Trumbull, John Dykstra, Richard Yuricich, Robert Swarthe, Dave Stewart és Grant McCune

1980
- Star Wars: A Birodalom visszavág – Brian Johnson, Richard Edlund, Dennis Muren és Bruce Nicholson

1981
- Az elveszett frigyláda fosztogatói – Richard Edlund, Kit West, Bruce Nicholson és Joe Johnston
  - Sárkányölő – Dennis Muren, Phil Tippett, Ken Ralston és Brian Johnson

1982
- E. T., a földönkívüli – Carlo Rambaldi, Dennis Muren és Kenneth F. Smith
  - Szárnyas fejvadász – Douglas Trumbull, Richard Yuricich és David Dryer
  - Poltergeist – Richard Edlund, Michael Wood és Bruce Nicholson

1983
- Star Wars: A Jedi visszatér – Richard Edlund, Dennis Muren, Ken Ralston és Phil Tippett

1984
- Indiana Jones és a végzet temploma – Dennis Muren, Michael McAlister, Lorne Peterson és George Gibbs
  - Szellemirtók – Richard Edlund, John Bruno, Mark Vargo és Chuck Gaspar
  - 2010: A kapcsolat éve – Richard Edlund, Neil Krepela, George Jenson és Mark Stetson

1985
- Selyemgubó – Ken Ralston, Ralph McQuarrie, Scott Farrar és David Berry
  - Visszatérés Óz földjére – Will Vinton, Ian Wingrove, Zoran Perisic és Michael Lloyd
  - Az ifjú Sherlock Holmes és a félelem piramisa – Dennis Muren, Kit West, John Ellis és David W. Allen

1986
- A bolygó neve: Halál – Robert Skotak, Stan Winston, John Richardson és Suzanne Benson
  - Rémségek kicsiny boltja – Lyle Conway, Bran Ferren és Martin Gutterbridge
  - Kopogó szellem 2.: A túlsó oldal – Richard Edlund, John Bruno, Garry Waller és William Neil

1987
- Vérbeli hajsza – Dennis Muren, William George, Harley Jessup és Kenneth F. Smith
  - Ragadozó – Joel Hynek, Robert M. Greenberg, Richard Greenberg és Stan Winston

1988
- Roger nyúl a pácban – Ken Ralston, Richard Williams, Edward Jones és George Gibbs
  - Drágán add az életed! – Richard Edlund, Al DiSarro, Brent Boates és Thaine Morris
  - Willow – Dennis Muren, Michael McAlister, Phil Tippett és Chris Evans

1989
- A mélység titka – John Bruno, Dennis Muren, Hoyt Yeatman és Dennis Skotak
  - Münchausen báró kalandjai – Richard Conway és Kent Houston
  - Vissza a jövőbe II – Ken Ralston, Michael Lantieri, John Bell és Steve Gawley

1990
- Total Recall – Az emlékmás – Eric Brevig, Rob Bottin, Tim McGovern és Alex Funke

1991
- Terminátor 2 – Az ítélet napja – Dennis Muren, Stan Winston, Gene Warren, Jr. és Robert Skotak
  - Lánglovagok – Mikael Salomon, Allen Hall, Clay Pinney és Scott Farrar
  - Hook – Eric Brevig, Harley Jessup, Mark Sullivan és Michael Lantieri

1992
- Jól áll neki a halál – Ken Ralston, Doug Chiang, Doug Smythe és Tom Woodruff, Jr.
  - A végső megoldás: Halál – Richard Edlund, Alec Gillis, Tom Woodruff, Jr. és George Gibbs
  - Batman visszatér – Michael Fink, Craig Barron, John Bruno és Dennis Skotak

1993
- Jurassic Park – Dennis Muren, Stan Winston, Phil Tippett és Michael Lantieri
  - Cliffhanger – Függő játszma – Neil Krepela, John Richardson, John Bruno és Pamela Easley
  - Karácsonyi lidércnyomás – Pete Kozachik, Eric Leighton, Ariel Velasco Shaw és Gordon Baker

1994
- Forrest Gump – Ken Ralston, George Murphy, Stephen Rosenbaum és Allen Hall
  - A Maszk – Scott Squires, Steve Williams, Tom Bertino és Jon Farhat
  - True Lies – Két tűz között – John Bruno, Thomas L. Fisher, Jacques Stroweis és Patrick McClung

1995
- Babe – Scott E. Anderson, Charles Gibson, Neal Scanlan és John Cox
  - Apolló 13 – Robert Legato, Michael Kanfer, Leslie Ekker és Matt Sweeney

## Legjobb vizuális effektusok
1996
- A függetlenség napja – Volker Engel, Douglas Smith, Clay Pinney és Joseph Viskocil
  - Sárkányszív – Scott Squires, Phil Tippett, James Straus és Kit West
  - Twister – Stefen Fangmeier, John Frazier, Habib Zargarpour és Henry La Bounta

1997
- Titanic – Robert Legato, Mark Lasoff, Thomas L. Fisher és Michael Kanfer
  - Az elveszett világ: Jurassic Park – Dennis Muren, Stan Winston, Randal M. Dutra és Michael Lantieri
  - Csillagközi invázió – Phil Tippett, Scott E. Anderson, Alec Gillis és John Richardson

1998
- Csodás álmok jönnek – Joel Hynek, Nicholas Brooks, Stuart Robertson és Kevin Mack
  - Armageddon – Richard R. Hoover, Patrick McClung és John Frazier
  - Joe, az óriásgorilla – Rick Baker, Hoyt Yeatman, Allen Hall és Jim Mitchell

1999
- Mátrix – John Gaeta, Janek Sirrs, Steve Courtley és Jon Thum
  - Star Wars I. rész – Baljós árnyak – John Knoll, Dennis Muren, Scott Squires és Rob Coleman
  - Stuart Little, kisegér – John Dykstra, Jerome Chen, Henry F. Anderson III és Eric Allard

2000
- Gladiátor – John Nelson, Neil Corbould, Tim Burke és Stan Parks
  - Árnyék nélkül – Scott E. Anderson, Craig Hayes, Scott Stokdyk és Stan Parks
  - Viharzóna – Stefen Fangmeier, Habib Zargarpour, John Frazier és Walt Conti

2001
- A Gyűrűk Ura – A Gyűrű Szövetsége – Jim Rygiel, Randall William Cook, Richard Taylor és Mark Stetson
  - A. I. – Mesterséges értelem – Dennis Muren, Scott Farrar, Stan Winston és Michael Lantieri
  - Pearl Harbor – Égi háború – Eric Brevig, John Frazier, Ed Hirsh és Ben Snow

2002
- A Gyűrűk Ura – A két torony –Jim Rygiel, Joe Letteri, Randall William Cook és Alex Funke
  - Pókember – John Dykstra, Scott Stokdyk, Anthony LaMolinara és John Frazier
  - Star Wars II. rész – A klónok támadása – Rob Coleman, Pablo Helman, John Knoll és Ben Snow

2003
- A Gyűrűk Ura – A király visszatér – Jim Rygiel, Joe Letteri, Randall William Cook és Alex Funke
  - A Karib–tenger kalózai – A Fekete Gyöngy átka – John Knoll, Hal Hickel, Charles Gibson és Terry Frazee
  - Kapitány és katona: A világ túlsó oldalán – Dan Sudick, Stefen Fangmeier, Nathan McGuinness és Robert Stromberg

2004
- Pókember 2. – John Dykstra, Scott Stokdyk, Anthony LaMolinara és John Frazier
  - Harry Potter és az azkabani fogoly – Roger Guyett, Tim Burke, John Richardson és William George
  - Én, a robot – John Nelson, Andrew R. Jones, Erik Nash és Joe Letteri

2005
- King Kong – Joe Letteri, Brian Van't Hul, Christian Rivers és Richard Taylor
  - Az oroszlán, a boszorkány és a ruhásszekrény – Dean Wright, Bill Westenhofer, Jim Berney és Scott Farrar
  - Világok harca – Dennis Muren, Pablo Helman, Randal M. Dutra és Daniel Sudick

2006
- A Karib–tenger kalózai: Holtak kincse – John Knoll, Hal Hickel, Charles Gibson és Allen Hall
  - Poseidon – Boyd Shermis, Kim Libreri, Chas Jarrett és John Frazier
  - Superman visszatér – Mark Stetson, Neil Corbould, Richard R. Hoover és Jon Thum

2007
- Az arany iránytű – Michael Fink, Bill Westenhofer, Ben Morris és Trevor Wood
  - A Karib–tenger kalózai: A világ végén – John Knoll, Hal Hickel, Charles Gibson és John Frazier
  - Transformers – Scott Farrar, Scott Benza, Russell Earl és John Frazier

2008
- Benjamin Button különös élete – Eric Barba, Steve Preeg, Burt Dalton és Craig Barron
  - A sötét lovag – Nick Davis, Chris Corbould, Tim Webber és Paul Franklin
  - A Vasember – John Nelson, Ben Snow, Dan Sudick és Shane Mahan

2009
- Avatar – Joe Letteri, Stephen Rosenbaum, Richard Baneham és Andrew R. Jones
  - District 9 – Dan Kaufman, Peter Muyzers, Robert Habros és Matt Aitken
  - Star Trek – Roger Guyett, Russell Earl, Paul Kavanagh és Burt Dalton

2010
- Eredet – Paul Franklin, Chris Corbould, Andrew Lockley és Peter Bebb
  - Alice Csodaországban – Ken Ralston, David Schaub, Carey Villegas és Sean Phillips
  - Azután – Michael Owens, Bryan Grill, Stephan Trojanski és Joe Farrell
  - Harry Potter és a Halál ereklyéi 1. rész – Tim Burke, John Richardson, Christian Manz és Nicolas Aithadi
  - Vasember 2. – Janek Sirrs, Ben Snow, Ged Wright és Daniel Sudick

2011
- A leleményes Hugo
  - Harry Potter és a Halál ereklyéi 2.
  - Vasököl
  - A majmok bolygója: Lázadás
  - Transformers 3.

2012
- Pi élete – Bill Westenhofer, Guillaume Rocheron, Erik-Jan De Boer és Donald R. Elliott
  - A hobbit: Váratlan utazás – Joe Letteri, Eric Saindon, David Clayton és R. Christopher White
  - Bosszúállók – Janek Sirrs, Jeff White, Guy Williams és Dan Sudick
  - Prometheus – Richard Stammers, Trevor Wood, Charley Henley és Martin Hill
  - Hófehér és a vadász – Cedric Nicolas-Troyan, Philip Brennan, Neil Corbould és Michael Dawson

2013
- Gravitáció – Tim Webber, Chris Lawrence, Dave Shirk és Neil Corbould
  - A hobbit: Smaug pusztasága – Joe Letteri, Eric Saindon, David Clayton és Eric Reynolds
  - Vasember 3. – Christopher Townsend, Guy Williams, Erik Nash és Dan Sudick
  - A magányos lovas – Tim Alexander, Gary Brozenich, Edson Williams és John Frazier
  - Sötétségben – Star Trek – Roger Guyett, Patrick Tubach, Ben Grossmann és Burt Dalton

2014
- Csillagok között – Paul Franklin, Andrew Lockley, Ian Hunter és Scott Fisher
  - Amerika Kapitány: A tél katonája – Dan DeLeeuw, Russell Earl, Bryan Grill és Dan Sudick
  - A majmok bolygója: Forradalom – Joe Letteri, Dan Lemmon, Daniel Barrett és Erik Winquist
  - A galaxis őrzői – Stephane Ceretti, Nicolas Aithadi, Jonathan Fawkner és Paul Corbould
  - X-Men: Az eljövendő múlt napjai – Richard Stammers, Lou Pecora, Tim Crosbie és Cameron Waldbauer

2015
- Ex Machina – Andrew Whitehurst, Paul Norris, Mark Ardington és Sara Bennett
  - A visszatérő – Rich McBride, Matthew Shumway, Jason Smith és Cameron Waldbauer
  - Star Wars VII. rész – Az ébredő Erő – Roger Guyett, Patrick Tubach, Neal Scanlan és Chris Corbould
  - Mad Max – A harag útja – Andrew Jackson, Tom Wood, Dan Oliver and és Andy Williams
  - Mentőexpedíció – Richard Stammers, Anders Langlands, Chris Lawrence és Steven Warner

2016
- A dzsungel könyve – Robert Legato Adam Valdez, Andrew R. Jones és Dan Lemmon
  - Doctor Strange – Stephane Ceretti, Richard Bluff, Vincent Cirelli és Paul Corbould
  - Kubo és a varázshúrok – Steve Emerson, Oliver Jones, Brian McLean és Brad Schiff
  - Mélytengeri pokol – Craig Hammeck, Jason Snell, Jason Billington és Burt Dalton
  - Zsivány Egyes – Egy Star Wars-történet – John Knoll, Mohen Leo, Hal Hickel és Neil Corbould

2017
- Szárnyas fejvadász 2049 – John Nelson, Gerd Nefzer, Paul Lambert és Richard R. Hoover
  - A galaxis őrzői vol. 2. – Christopher Townsend, Guy Williams, Jonathan Fawkner és Dan Sudick
  - A majmok bolygója: Háború – Joe Letteri, Daniel Barrett, Dan Lemmon és Joel Whist
  - Star Wars VIII. rész – Az utolsó jedik – Ben Morris, Mike Mulholland, Neal Scanlan és Chris Corbould
  - Kong: Koponya-sziget – Stephen Rosenbaum, Jeff White, Scott Benza és Mike Meinardus

2018
- Az első ember – Paul Lambert, Ian Hunter, Tristan Myles, és J. D. Schwalm
  - Bosszúállók: Végtelen háború – Dan DeLeeuw, Kelly Port, Russell Earl, és Dan Sudick
  - Barátom, Róbert Gida – Christopher Lawrence, Michael Eames, Theo Jones, és Chris Corbould
  - Ready Player One – Roger Guyett, Grady Cofer, Matthew E. Butler, és Dave Shirk
  - Solo: Egy Star Wars-történet – Rob Bredow, Patrick Tubach, Neal Scanlan, és Dominic Tuohy

2019
- 1917 – Guillaume Rocheron, Greg Butler és Dominic Tuohy
  - Bosszúállók: Végjáték (Avengers: Endgame) –  Dan DeLeeuw, Russell Earl, Matt Aitken és Dan Sudick
  - Az ír (The Irishman) – Pablo Helman, Leandro Estebecorena, Nelson Sepulveda-Fauser és Stephane Grabli
  - Az oroszlánkirály (The Lion King) – Robert Legato, Adam Valdez, Andrew R. Jones és Elliot Newman
  - Star Wars IX. rész – Skywalker kora (Star Wars: The Rise of Skywalker)  – Roger Guyett, Neal Scanlan, Patrick Tubach és Dominic Tuohy

2020
- Tenet – Andrew Jackson, David Lee, Andrew Lockley és Scott Fisher
  - Szerelem és szörnyek (Love and Monsters) – Matt Sloan, Genevieve Camailleri, Matt Everitt és Brian Cox
  - Az éjféli égbolt (The Midnight Sky) – Matthew Kasmir, Christopher Lawren, Max Solomon és David Watkins
  - Mulan – Sean Faden, Anders Langlands, Seth Maury és Steven Ingram
  - Ivan, az egyetlen (The One and Only Ivan) – Nick Davis, Greg Fisher, Ben Jones és Santiago Colomo Martinez

2021
- Dűne (Dune) – Paul Lambert, Tristen Myles, Brian Connor, Gerd Nefzer
  - Free Guy – Swen Gillberg, Bryan Grill, Nikos Kalaitzidis, Dan Sudick
  - Nincs idő meghalni (No Time to Die) – Charlie Noble, Joel Green, Jonathan Fawkner, Chris Corbould
  - Shang-Chi és a tíz gyűrű legendája (Shang-Chi and the Legend of the Ten Rings) – Christopher Townsend, Joe Farrell, Sean Noel Walker, Dan Oliver
  - Pókember: Nincs hazaút (Spider-Man: No Way Home) – Kelly Port, Chris Waegner, Scott Edelstein, Dan Sudick

2022
- Avatar: A víz útja (Avatar: The Way of Water) – Joe Letteri, Richard Baneham, Eric Saindon és Daniel Barrett
  - Batman – Dan Lemmon, Russell Earl, Anders Langlands és Dominic Tuohy
  - Fekete Párduc 2. (Black Panther: Wakanda Forever) – Geoffrey Baumann, Craig Hammack, R. Christopher White és Dan Sudick
  - Nyugaton a helyzet változatlan (All Quiet on the Western Front) – Frank Petzold, Viktor Müller, Markus Frank és Kamil Jafar
  - Top Gun: Maverick – Ryan Tudhope, Seth Hill, Bryan Litson és Scott R. Fisher

2023
- Godzilla Minus One – Jamazaki Takasi, Sibuja Kijoko, Takahasi Maszaki és Nodzsima Tacudzsi
  - A galaxis őrzői: 3. rész (Guardians of the Galaxy Vol. 3) – Stephane Ceretti, Alexis Wajsbrot, Guy Williams és Theo Bialek
  - Az Alkotó (The Creator) – Jay Cooper, Ian Comley, Andrew Roberts és Neil Corbould
  - Mission: Impossible – Leszámolás (Mission: Impossible – Dead Reckoning Part One) – Alex Wuttke, Simone Coco, Jeff Sutherland és Neil Corbould
  - Napóleon (Napoleon) – Charley Henley, Luc-Ewen Martin-Fenouillet, Simone Coco és Neil Corbould

2024
- Dűne: Második rész (Dune: Part Two) – Paul Lambert, Stephen James, Rhys Salcombe és Gerd Nefzer
  - Alien: Romulus – Eric Barba, Nelson Sepulveda-Fauser, Daniel Macarin és Shane Mahan
  - A majmok bolygója: A birodalom (Kingdom of the Planet of the Apes) – Erik Winquist, Stephen Unterfranz, Paul Story és Rodney Burke
  - Better Man: Robbie Williams (Better Man) – Luke Millar, David Clayton, Keith Herft és Peter Stubbs
  - Wicked – Pablo Helman, Jonathan Fawkner, David Shirk és Paul Corbould